# Lucien Fischer

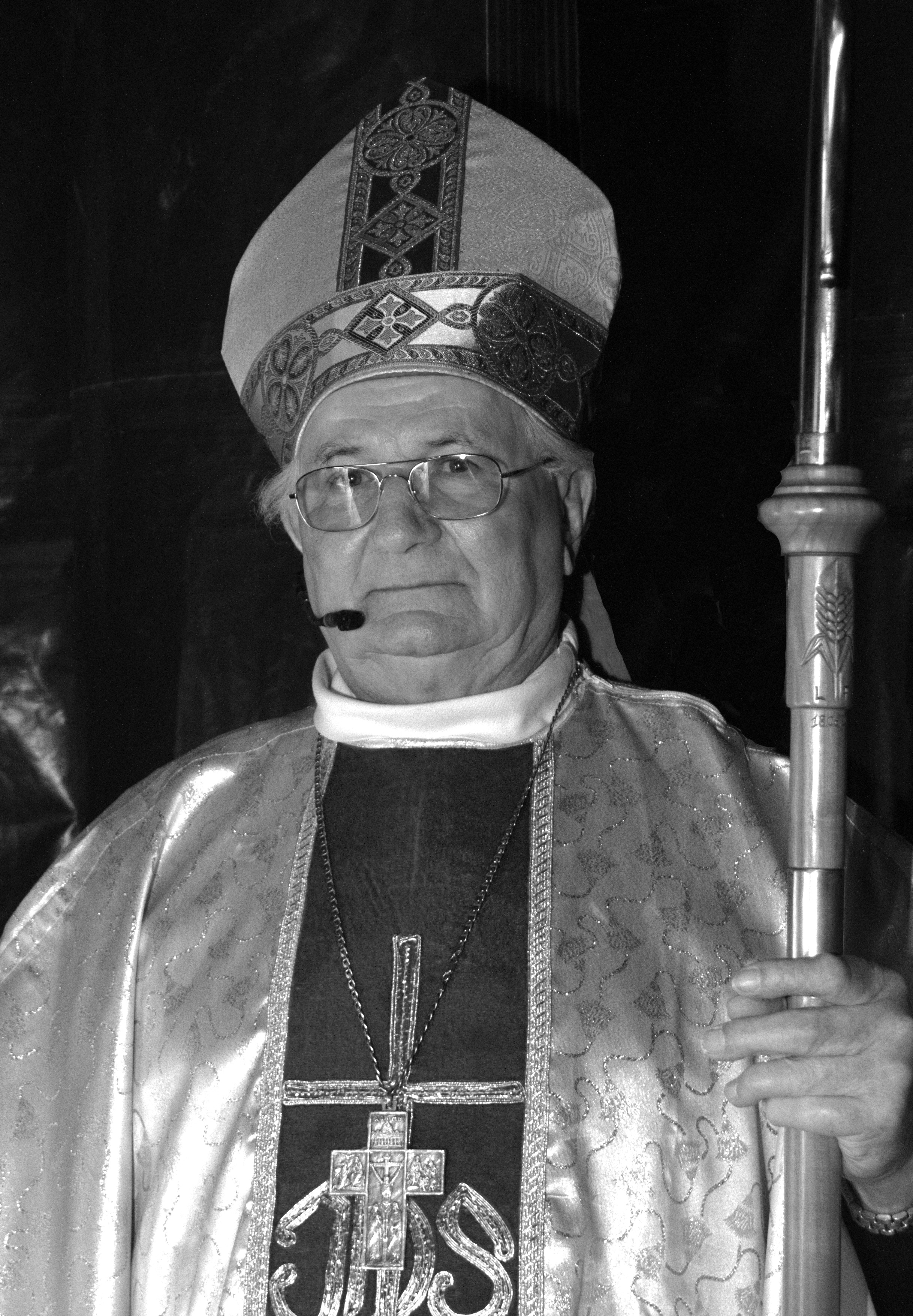
Lucien Fischer

Lucien Prosper Ernest Fischer CSSp (* 27. November 1933 in Straßburg) ist emeritierter Apostolischer Vikar von Iles Saint-Pierre et Miquelon.

## Leben
Lucien Fischer trat der Ordensgemeinschaft der Spiritaner bei und empfing am 30. September 1962 die Priesterweihe.
Papst Johannes Paul II. ernannte ihn am 17. Februar 2000 zum Titularbischof von Avioccala und zum Apostolischen Vikar von Iles Saint-Pierre et Miquelon. Die Bischofsweihe spendete ihm der Erzbischof von Straßburg, Joseph Doré PSS, am 18. Juni desselben Jahres; Mitkonsekratoren waren James Hector MacDonald CSC, Erzbischof von Saint John’s, Neufundland, und Timothée Modibo-Nzockena, Bischof von Franceville.
Am 19. Juni 2009 nahm Papst Benedikt XVI. sein aus Altersgründen vorgebrachtes Rücktrittsgesuch an.